# Teruel (ort)
Teruel är en ort i Colombia.   Den ligger i departementet Huila, i den centrala delen av landet, 260 km sydväst om huvudstaden Bogotá. Teruel ligger 875 meter över havet och antalet invånare är 3 921.
Terrängen runt Teruel är kuperad åt sydost, men åt nordväst är den bergig. Runt Teruel är det ganska glesbefolkat, med 34 invånare per kvadratkilometer. Närmaste större samhälle är Yaguará, 10,3 km sydost om Teruel. Omgivningarna runt Teruel är huvudsakligen savann.